# William Stewart Wallace
Pour les articles homonymes, voir Wallace.
William Stewart Wallace (23 juin 1884 - 11 mars 1970) est un historien, bibliothécaire et éditeur canadien.

## Biographie
Né à Georgetown en Ontario, il fait ses études à l'Université de Toronto et l'Université d'Oxford avant de se joindre au corps expéditionnaire canadien. Après la Première Guerre mondiale, il revient au pays et est bibliothécaire en chef de l'université de 1923 à 1954.
Ses travaux historiques l'intéressent d'abord aux loyalistes de l'Empire-Uni, à la rébellion du Haut-Canada et au nationalisme canadien. En tant qu'éditeur, il regroupe les principaux historiens du Canada anglais et produit notamment le dictionnaire MacMillan et l'Encyclopedia of Canada.
Ayant pris sa retraite en 1954, il demeure actif dans l'édition et est honoré pour son œuvre avant de mourir le 11 mars 1970.
En 1957, il consacre un ouvrage sur l'histoire de la Champlain Society.

## Ouvrages publiés
- The United Empire Loyalists
- The family compact: A chronicle of the rebellion in Upper Canada, 1915
- The overland Loyalists, 1917
- A history of the University of Toronto, 1827-1927, 1927
- The growth of Canadian national feeling, 1927
- A First book of Canadian history, 1928, 1935
- John Strachan, 1930
- Sir John Macdonald, 1930
- By star and compass: Tales of the explorers of Canada, 1931
- The story of Laura Secord: A study in historical evidence, 1932
- The encyclopedia of Canada, 1935-1949
- A reader in Canadian civics, 1940
- A dictionary of North American authors deceased before 1950, 1951
- The pedlars from Quebec: And other papers on the Nor' westers, 1954
- The Ryerson imprint: A check-list of the books and pamphlets published by the Ryerson Press since the foundation of the house in 1829
- By star & compass, 1953
- A sketch of the history of the Champlain Society, 1957
- Report on provincial library service in Ontario, 1957
- The Knight of Dundurn, 1960
- The Macmillan dictionary of Canadian biography, 1963
- The United Empire Loyalists: A chronicle of the great migration, 1964

## Revues et journaux
- Canadian Historical Review
- Champlain Society

## Honneurs
- Médaille J. B. Tyrrell, 1936